# Malón (groupe)
Pour les articles homonymes, voir Malón.
Malón est un groupe argentin de thrash metal. Il est formé en 1995 par Claudio O'Connor, Antonio Romano, Claudio Strunz (tous anciens membres de Hermética), et Karlos Cuadrado. Le groupe est considéré par la presse locale comme l'un des pionniers du heavy metal argentin.

## Biographie

### Débuts (1995–1998)
Différents conflits mènent à la séparation de Hermética à la fin de 1994. Claudio O'Connor, Antonio Romano et Claudio Strunz forment Malón, avec le bassiste Carlos Kuadrado. Ils jouent leur premier concert à Cemento. Entretemps, Ricardo Iorio, quatrième album de Hermética, forme le groupe Almafuerte, ce qui mène à une certaine rivalité avec Malón.
En 1995 sort leur premier studio, Espíritu combativo. Puis sort leur deuxième album, Justicia o resistencia, une année plus tard. En octobre 1997, le groupe fête son 20e anniversaire of Madres de Plaza de Mayo, à l'Estadio Ferrocarril Oeste, avec León Gieco, Divididos, Las Pelotas, La Renga, Los Piojos, A.N.I.M.A.L., Attaque 77, Actitud María Marta, et Todos Tus Muertos, notamment. À la fin de l'année sort leur premier album live, Resistencia viva.
Au début de 1998, les membres, ainsi que Claudio O'Connor, décident de former un projet parallèle, O'Connor, qui devient bientôt leur principale priorité. De ce fait, Malón joue pour la dernière fois un concert en 1999, et se sépare la même année.

### Tentative de réunion (1999–2010)
À la fin de 2001, Antonio Romano, Claudio Strunz, et Karlos Cuadrado décide de reforme le groupe sans Claudio O'Connor. Eduardo Ezcurra, ancien chanteur au sein du groupe  Traición, est recruté. Cette formation sort un EP homonyme en avril 2002. Ezcurra est sélectionné car il possède une voix similaire à celle de O'Connor, mais les fans n'acceptent pas le groupe sans Claudio.
Après un certain temps, Strunz décide de quitter le groupe, reprenant les droits du nom du groupe. Les membres restants forment un autre groupe, Razones concientes, et Malón est de nouveau séparé.

### Retour (depuis 2011)
En 2011, O'Connor et Romano annoncent leur retour officiel,. Leur premier concert, depuis, se fait le 18 décembre 2011 à l'Arena Malvinas Argentinas, de Buenos Aires. Il est filmé et publié en un DVD intitulé El Regreso más esperado. Pourtant, Malón avait déjà donné un concert non-officiel un an avant, en ouverture pour Megadeth. Ils avaient aussi effectué une tournée nationale et internationale, qui inclut un concert à l'Arena Queens de New York. Malón sort un nouvel album en 2013.
En septembre 2015, Malón annonce l'album Nuevo orden mundial. Ils confirment aussi une tournée spéciale 20 ans pour le 11 octobre à commencer par l'Estadio Luna Park.

## Membres

### Membres actuels
- Antonio Romano – guitare (1995–1998, 2001–2002, depuis 2011)
- Claudio Strunz – batterie, percussions (1995–1998, 2001–2002, depuis 2011)
- Karlos Cuadrado – basse (1995–1998, 2001–2002, depuis 2011)
- Claudio O'Connor – chant (1995–1998, depuis 2011)

### Ancien membre
- Eduardo Ezcurra – chant (2001–2002)

## Discographie
- 1995 : Espíritu combativo
- 1996 : Justicia o resistencia
- 1997 : Resistencia viva (live)
- 2002 : El EP
- 2012 : El Regreso más esperado (live)
- 2013 : Malón 360 (live)
- 2015 : Nuevo orden mundial